# BAFTA al miglior film d'animazione
Il BAFTA al miglior film d'animazione (BAFTA Award for Best Animated Film) è un premio annuale, promosso dal BAFTA a partire dal 2006.
Il premio è attribuito alle pellicole prodotte nell'anno precedente.

## Albo d'oro

### Anni 2000
- 2007
  - Happy Feet, regia di George Miller
  - Cars - Motori ruggenti (Cars), regia di John Lasseter e Joe Ranft
  - Giù per il tubo (Flushed Away), regia di David Bowers e Sam Fell

- 2008
  - Ratatouille, regia di Brad Bird e Jan Pinkava
  - Shrek terzo (Shrek the Third), regia di Chris Miller e Raman Hui
  - I Simpson - Il film (The Simpsons Movie), regia di David Silverman

- 2009
  - WALL•E, regia di Andrew Stanton
  - Persepolis, regia di Marjane Satrapi e Vincent Paronnaud
  - Valzer con Bashir (Waltz with Bashir), regia di Ari Folman

### Anni 2010
- 2010
  - Up, regia di Pete Docter e Bob Peterson
  - Coraline e la porta magica (Coraline), regia di Henry Selick
  - Fantastic Mr. Fox, regia di Wes Anderson

- 2011
  - Toy Story 3 - La grande fuga (Toy Story 3), regia di Lee Unkrich
  - Dragon Trainer (How to Train Your Dragon), regia di Chris Sanders e Dean DeBlois
  - Cattivissimo me (Despicable Me), regia di Pierre Coffin e Chris Renaud

- 2012
  - Rango, regia di Gore Verbinski
  - Le avventure di Tintin - Il segreto dell'Unicorno (The Adventures of Tintin: The Secret of the Unicorn ), regia di Steven Spielberg
  - Il figlio di Babbo Natale (Arthur Christmas), regia di Sarah Smith

- 2013
  - Ribelle - The Brave (Brave), regia di Mark Andrews e Brenda Chapman
  - Frankenweenie, regia di Tim Burton
  - ParaNorman, regia di Sam Fell e Chris Butler

- 2014
  - Frozen - Il regno di ghiaccio (Frozen), regia di Chris Buck e Jennifer Lee
  - Cattivissimo me 2 (Despicable Me 2), regia di Pierre Coffin e Chris Renaud
  - Monsters University, regia di Dan Scanlon

- 2015
  - The LEGO Movie, regia di Phil Lord e Christopher Miller
  - Big Hero 6, regia di Don Hall e Chris Williams
  - Boxtrolls - Le scatole magiche (The Boxtrolls), regia di Graham Annable e Anthony Stacchi

- 2016
  - Inside Out, regia di Pete Docter
  - Minions, regia di Pierre Coffin e Kyle Balda
  - Shaun, vita da pecora - Il film (Shaun the Sheep Movie), regia di Mark Burton e Richard Starzak

- 2017
  - Kubo e la spada magica (Kubo and the Two Strings), regia di Travis Knight
  - Alla ricerca di Dory (Finding Dory), regia di Andrew Stanton
  - Oceania (Moana), regia di Ron Clements e John Musker
  - Zootropolis (Zootopia), regia di Byron Howard e Rich Moore

- 2018
  - Coco, regia di Lee Unkrich e Adrian Molina
  - Loving Vincent, regia di Dorota Kobiela e Hugh Welchman
  - La mia vita da Zucchina (Ma vie de Courgette), regia di Claude Barras

- 2019
  - Spider-Man: Un nuovo universo (Spider-Man: Into the Spider-Verse) regia di Bob Persichetti, Peter Ramsey, Rodney Rothman
  - Gli Incredibili 2 (Incredibles 2) regia di Brad Bird
  - L'isola dei cani (Isle of Dogs) regia di Wes Anderson

### Anni 2020
- 2020
  - Klaus - I segreti del Natale (Klaus), regia di Sergio Plabos
  - Frozen II - Il segreto di Arendelle (Frozen II), regia di Jennifer Lee e Chris Buck
  - Shaun, vita da pecora: Farmageddon - Il film (A Shaun the Sheep Movie: Farmageddon), regia di Will Becher e Richard Phelan
  - Toy Story 4, regia di Josh Cooley
- 2021
  - Soul, regia di Pete Docter e Kemp Powers
  - Onward - Oltre la magia (Onward), regia di Dan Scanlon
  - Wolfwalkers - Il popolo dei lupi (Wolfwalkers), regia di Tomm Moore e Ross Stewart
- 2022
  - Encanto, regia di Byron Howard e Jared Bush
  - Flee (Flugt), regia di Jonas Poher Rasmussen
  - Luca, regia di Enrico Casarosa
  - I Mitchell contro le macchine (The Mitchells vs the Machines), regia di Mike Rianda e Jeff Rowe

- 2023[5]
  - Pinocchio di Guillermo del Toro (Guillermo del Toro's Pinocchio), regia di Guillermo del Toro e Mark Gustafson
  - Il gatto con gli stivali 2 - L'ultimo desiderio (Puss in Boots: The Last Wish), regia di Joel Crawford
  - Red (Turning Red), regia di Domee Shi
  - Marcel the Shell (Marcel the Shell With Shoes On), regia di Dean Fleischer Camp
- 2024[6]
  - Il ragazzo e l'airone (君たちはどう生きるか, Kimi-tachi wa dō ikiru ka), regia di Hayao Miyazaki
  - Galline in fuga - L'alba dei nugget (Chicken Run: Dawn of the Nugget), regia di Sam Fell
  - Elemental, regia di Peter Sohn
  - Spider-Man: Across the Spider-Verse, regia di Joaquim Dos Santos, Kemp Powers e Justin K. Thompson
- 2025[7]
  - Wallace e Gromit - Le piume della vendetta (Wallace & Gromit: Vengeance Most Fowl), regia di Nick Park e Merlin Crossingham
  - Flow - Un mondo da salvare (Straume), regia di Gints Zilbalodis
  - Inside Out 2, regia di Kelsey Mann
  - Il robot selvaggio (The Wild Robot), regia di Chris Sanders